# Eudema hauthalii
Eudema hauthalii är en korsblommig växtart som beskrevs av Ernest Friedrich Gilg och Reinhold Conrad Muschler. Eudema hauthalii ingår i släktet Eudema och familjen korsblommiga växter. Inga underarter finns listade i Catalogue of Life.